# To Potami
To Potami (griechisch Το Ποτάμι, deutsch: Der Fluss) war eine linksliberale griechische Partei. Die Partei wurde am 11. März 2014 von dem TV-Moderator Stavros Theodorakis gegründet, mit dem Anspruch, eine „Bewegung von Bürgern für Bürger“ zu sein, ohne politische Altlasten und Berufspolitiker.

## Positionen
Politisch wird sie dem linksliberalen Spektrum zugeordnet. Das Parteiprogramm enthält nach Aussage von Theodorakis sowohl linke als auch neoliberale Ideen.
Die Partei vertritt eine proeuropäische Linie und erklärte sich im Vorfeld der Parlamentswahl vom Januar 2015 prinzipiell bereit mit beiden möglichen Wahlsiegern zu koalieren, sowohl mit der konservativen Nea Dimokratia als auch mit dem Linksbündnis SYRIZA. Voraussetzung einer Koalitionsregierung mit Syriza sei, laut Theodorakis, dass der proeuropäische Kurs Griechenlands von Syriza nicht durch überzogene Forderungen in Frage gestellt werde. Die Zusammenarbeit mit Potami wurde von Syriza jedoch bereits im Vorfeld der Parlamentswahl vom Januar 2015 vom Syriza-Vorsitzenden Alexis Tsipras kategorisch ausgeschlossen, da die Partei, laut Tsipras, keinen mit Syriza kompatiblen Kurs verfolge.
In der Wirtschaftspolitik tritt Potami u. a. für die Etablierung von Fonds und Mechanismen als alternative Finanzierungsformen von kleinen und mittelständischen Unternehmen ein, die das Geld am Markt einsammeln sollten und es den Unternehmen ohne die Zwischenschaltung von Banken leihen oder direkt in sie investieren könnten. Außerdem sollten kleine Unternehmen Liquiditätsreserven über bestimmte Mechanismen flexibel untereinander austauschen können. Ferner sollten Infrastrukturprojekte über öffentlich-private Partnerschaftsmodelle finanziert werden. Laut Potami habe Griechenland insbesondere im Agrarbereich, beim Rohstoffexport und im Tourismus nicht ausgeschöpftes Wachstumspotential, das unmittelbar erschlossen werden könne. Potami tritt außerdem für eine strikte Trennung von Staat und Kirche ein.

## Teilnahme an Wahlen
To Potami trat erstmals bei den Europawahlen 2014 an. Theodorakis selbst kandidierte nicht, weil er beabsichtigte, bei den nächsten nationalen Parlamentswahlen anzutreten.
Wenige Wochen nach ihrer Gründung lag die Partei in Meinungsumfragen mit über acht Prozent an dritter Stelle hinter der Linkspartei SYRIZA und der die Regierung anführenden Nea Dimokratia. Sie trat auch bei der vorgezogenen Parlamentswahl am 25. Januar 2015 an und wurde mit ca. sechs Prozent der Stimmen knapp hinter der Partei der griechischen Rechtsextremen viertstärkste Kraft. Die Partei zeigte sich offen für Koalitionsgespräche mit dem Wahlsieger SYRIZA.
Im Sommer 2017 entschied sich Stavros Theodorakis, Gründer und Vorsitzender der Partei, sich der neuen Parteigründung Kinima Allagis anzuschließen. Am 1. Juli 2018 trat To Potami wieder aus dem Kinima Allagis aus.
Bei der Europawahl im Mai 2019 verfehlte Potami mit 1,52 % die 3-%-Sperrklausel deutlich. Zur Parlamentswahl in Griechenland 2019 kandidierte sie nicht mehr.
Wahlergebnisse bei Parlamentswahlen
| 2015 (Januar) | 6,05 | 17 | 373.924 | Thanasis Theocharopoulos |
| 2015 (September)                                                                                                  | 4,09 | 11 | 222.166 | Thanasis Theocharopoulos |
| Quellen: Griechisches Innenministerium (Wahl 2015 (Januar)) Griechisches Innenministerium (Wahl 2015 (September)) |      |    |         |                          |